# GfL Darmstadt
Maillots
Dernière mise à jour : 6 avril 2011.
La GfL Darmstadt (ou Gemeinschaft für Leibesübungen Darmstadt) fut un club sportif allemand localisé à Darmstadt dans la Hesse. Ce club fut créé en 1938, sur ordre du régime hitlérien. Il cessa d’exister en 1945. 

## Histoire
Dès leur arrivée au pouvoir, Adolf Hitler et son NSDAP plongèrent l’Allemagne dans les affres d’un régime totalitaire. Rapidement les clubs et associations sportives communistes et/ou socialistes furent dissous. Peu après, ce fut le tour des entités religieuses. Ainsi disparurent tous les clubs "ATSV" (Arbeiter Turn-und Sport Verein) presque tous affiliés à l’ATSB, puis ceux de la DJK.
Pour les Nazis, le sport était un redoutable organe de propagande et de contrôle des masses. Dans la plupart des communes et villes, les responsables du NSDAP cherchèrent (ou exigèrent) que les clubs soient regroupés. Sous le prétexte souvent fallacieux de "grandir et renforcer" les clubss, le contrôle sur la population s’en trouvait facilité.
Les bases de la GfL Darmstadt furent posées dès le 17 mars 1934 par une grande fusion entre le TG 1846 Darmstadt et le VfL Rot-Weiss Darmstadt pour former le TSG 1846 Darmstadt. Cependant, à ce moment, les deux cercles restèrent encore libres.  Chaque section travaillant encore indépendamment des autres. De toutes façons, cette fusion ne dérangeant personne car les deux entités avaient des racines communes. Le VfL Rot-Weiss avait été créé en 1924 lorsque la section football du TG 1846 avait pris son indépendance.
Le 18 octobre 1938, il en alla différemment. Le TSG 1846 Darmstadt fut obligé de fusionner avec un grand nombre d’autres cercles locaux pour former le GfL Darmstadt. Un dirigeant nazi, Otto Lower, Ortsgruppenleiter du Reichsbundes für Leibesübungen fut placé à la tête du club ainsi formé. Seul le SV Darmstadt 98 conserva son indépendance et n’entra pas dans la fusion. 
En 1939, la section football de la GfL Darmstadt échoua dans le tout final pour la montée en Gauliga Südwest/Main-Hessen. Le club termina derrière l’Union Niederad et Opel Rüsselsheim. Mais à la suite de l’éclatement de la Seconde Guerre mondiale, la compétition prévue fut annulée. La Gauliga Südwest/Main-Hessen fut scindée en deux. La GfL Darmstadt fut versée dans le Groupe Saar/Pflaz (Sarre-Palatinat) de la en Hessen-Nassau. Sa prestation fut catastrophique (un seul succès et encore obtenu sur "tapis vert", contre FK Pirmasens) et la relégation immédiate.
À la fin de la Seconde Guerre mondiale, tous les clubs allemands furent dissous par les Alliés (voir Directive n°23). La GfL Darmstadt ne fut évidemment jamais reconstituée. Chacun des anciens clubs ayant du en faire partie reprirent leur propre route, comme le fit le TSG 1846 Darmstadt.